# تارا کرک
تارا کرک سل (به انگلیسی: Tara Kirk Sell) (زادهٔ ۱۲ ژوئیهٔ ۱۹۸۲) شناگر اهل ایالات متحده آمریکا است.